# Filialkirche Gstaig

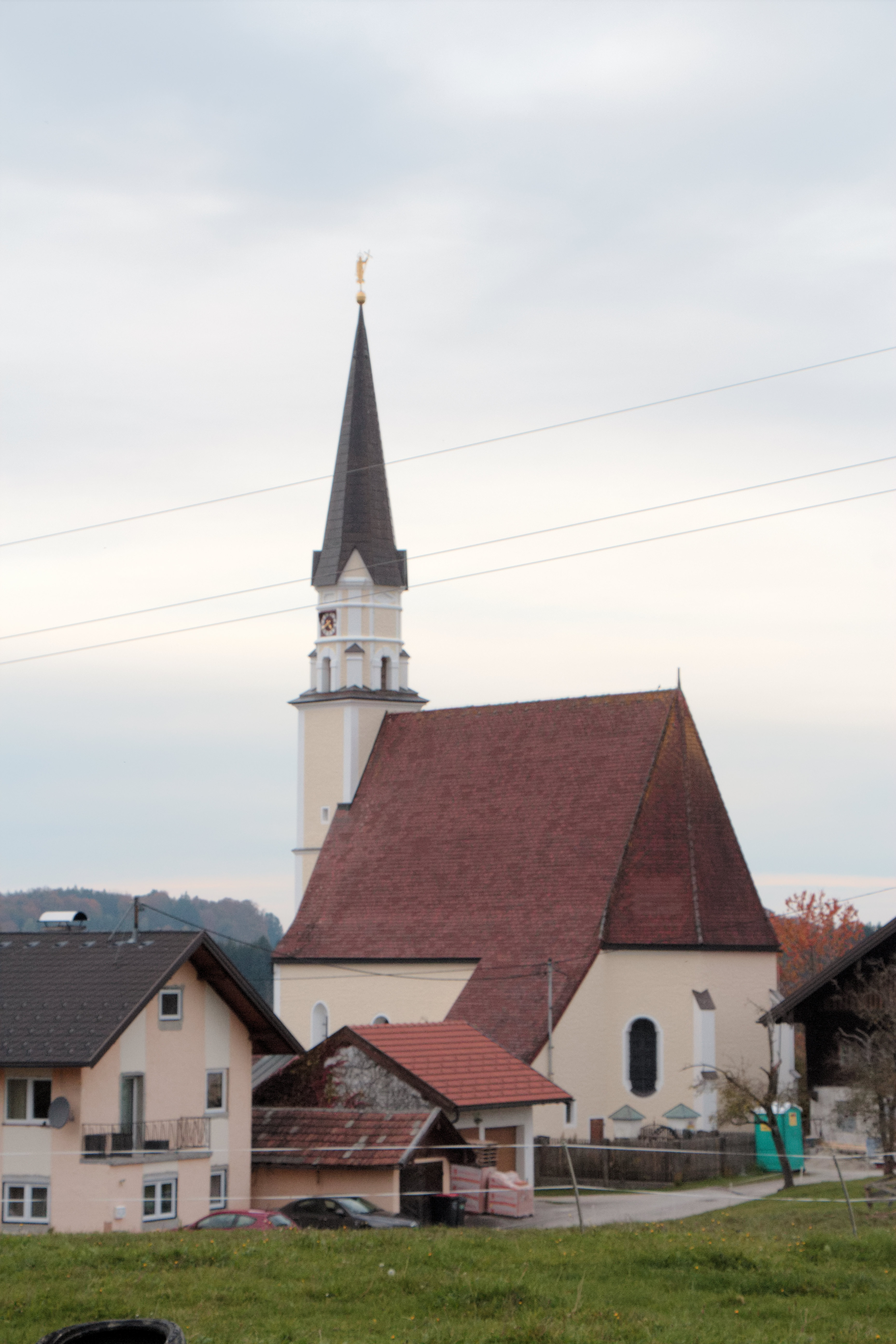
Katholische Filial- und Wallfahrtskirche in Gstaig

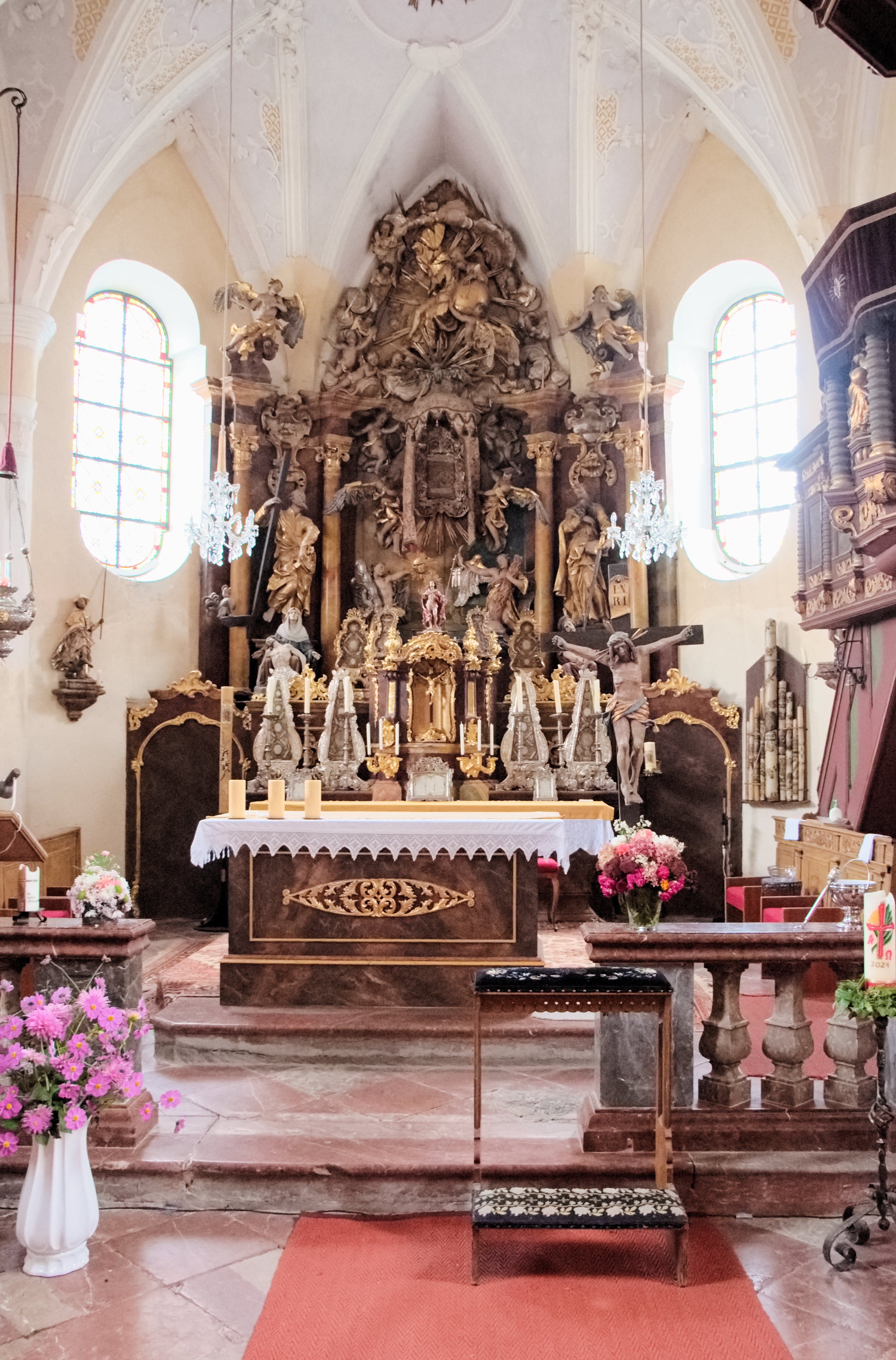
Langhaus, Blick zum Chor

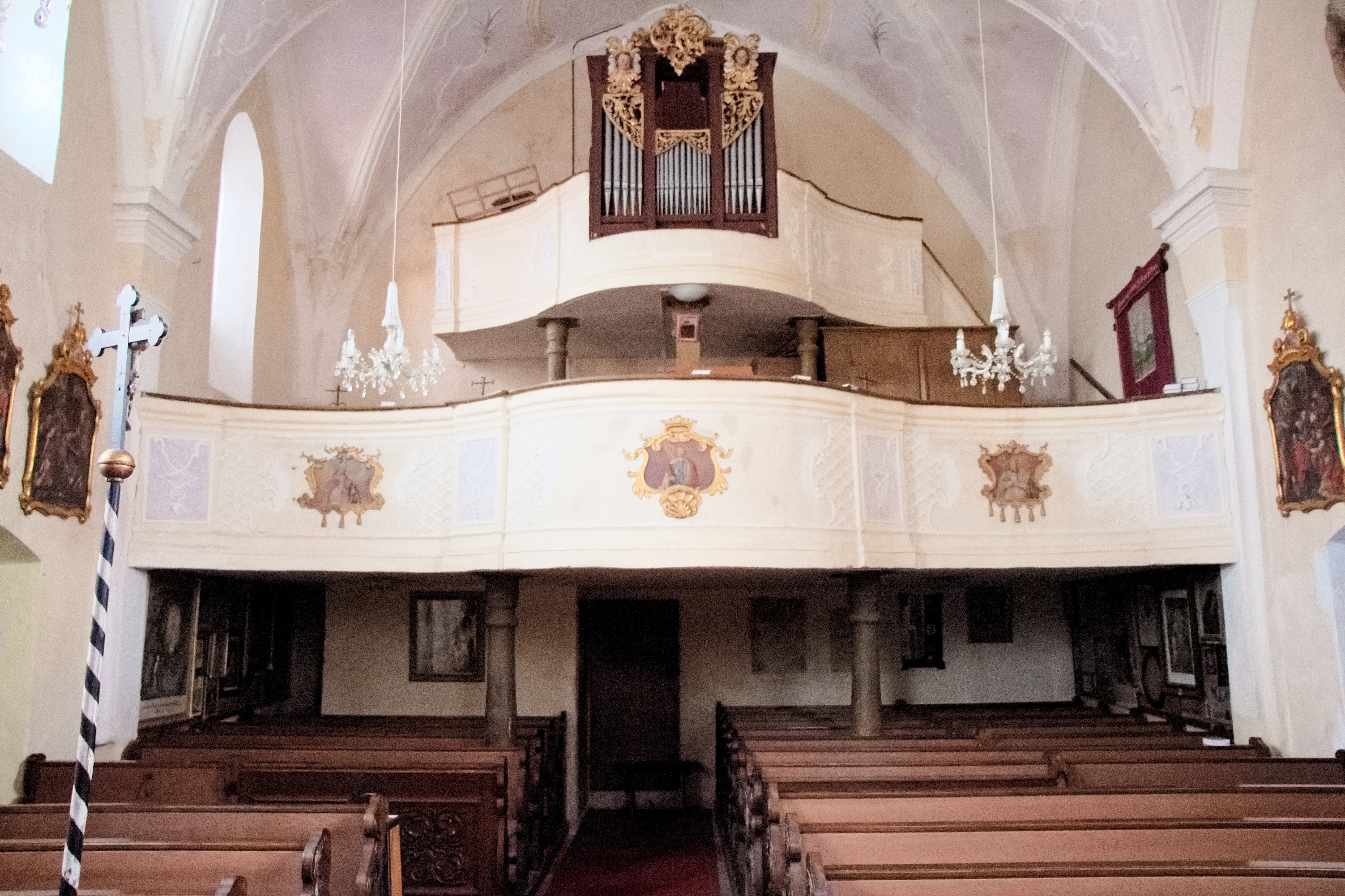
Langhaus, Blick zur Doppelempore

Die römisch-katholische Filialkirche Gstaig steht in erhöhter Lage in der Ortschaft Gstaig der Gemeinde Feldkirchen bei Mattighofen im Bezirk Braunau am Inn in Oberösterreich. Die dem Patrozinium Unsere Liebe Frau Maria vom guten Rat unterstellte Kirche gehört zum Dekanat Mattighofen in der Diözese Linz. Die Kirche steht unter Denkmalschutz (Listeneintrag).

## Geschichte
Die Kirche wurde angeblich 1115 und urkundlich 1180 geweiht. Das Patrozinium war ursprünglich Peter und Paul. Im Jahr 1758 wurde ein Gnadenbild ausgesetzt. Ursprünglich war das Gotteshaus eine Filiale der Pfarrkirche Eggelsberg.
Der gotische Kirchenbau entstand um 1450. Im Jahr 1662 wurden der Turm erhöht und eine Empore eingebaut. 1762 erfolgte eine Barockisierung. 1857 wurde die Kirche mit dem Maler und Vergolder Josef Etl aus Salzburg restauriert. 1869 wurde der Turmhelm und 1887 der Turm nach einem Blitzschlag erneuert. 1935 wurde die Kirche innen restauriert, 1970 der Hochaltar, 1975 die Seitenaltäre, 1977 der Kreuzweg, 1981/1982 außen. 1988 wurde die Friedhofsmauer restauriert.

## Architektur
Die Kirche ist von einem ummauerten Friedhof umgeben.
An die barockisierte dreijochige gotische Saalkirche schließt ein eingezogener zweijochiger Chor mit einem Dreiachtelschluss an. Der axial vorgestellte durch Kaffgesimse gegliederte gotische Westturm trägt eine achtseitige barocke Glockenstube von 1662 und einen Spitzhelm mit einer bekrönenden Blechschnittfigur des hl. Petrus. Südseitig am Chor steht ein ebenerdiger Sakristeianbau mit gotischen Vorhangbogenfenstern. Die Kirche hat ein steiles Satteldach, über dem Chor abgewalmt und über der Sakristei abgeschleppt. Vor dem zweiten südlichen Langhausjoch steht eine einjochige gotische Portalvorhalle, die gegen Westen anschließende Aufbahrungshalle entstand 1969, beide Anbauten haben ein gemeinsames Pultdach.
Außen zeigt die Kirche eine Strukturputzfassade mit Ecklisenengliederung, Fensterfaschen und einen abgeschrägten profilierten umlaufenden Sockel. An der Nordseite des Langhauses und am Chor gibt es gestufte Strebepfeiler. Die barocken Fenster sind oben und unten rundbogig. Im dritten Langhausjoch ist südseitig ein gotisches Spitzbogenfenster teils mit Maßwerk erhalten. Die südliche Portalvorhalle hat ein breites gefastes Stichbogentor, das spätgotische spitzbogige Südportal hat ein verstäbtes Profil und ein hölzernes Türblatt mit einem rautenförmigen Beschlag. Das Nordportal hat eine spitzbogige Laibung aus Rotmarmor. Der viergeschoßige Turm hat gegen Süden spätgotische gefaste Schlitzfenster, der polygonale barocke Aufsatz zeigt abwechselnd pilasterartige Streben und rundbogige Fenster.
Das Kircheninnere zeigt ein Langhaus unter einem barock verschliffenen ehemals gotischen Gewölbe mit reicher Stuckdekoration, im Langhaus auf gekehlten Pilastern, im Chor über teils abgeschlagenen Runddiensten. Im östlichen Langhausjoch befinden sich zwei gotische Sakramentsnischen teils von den Seitenaltären verdeckt. Im westlichen Langhausjoch befindet sich eine hölzerne Doppelempore mit geschwungenen stuckierten Brüstungen auf gebauchten Säulen. Hinter der Orgel befindet sich eine spitzbogige Turmtür mit einem gestäbten Profil. Der spitzbogige polygonal profilierte Triumphbogen nennt die Jahresangaben 1763/1857/1935. In der Südseite des Chores befindet sich eine spitzbogige Sakristeitür in einer gekehlten und birnstabförmig profilierten Laibung, die Holztür hat spätgotische Beschläge. In der einjochigen Sakristei gibt es ein gotisches Sternrippengewölbe mit Kehlstabprofil auf Eckkonsolen. In der Ostseite des Chores gibt es eine spitzgiebelige Lichtnische.

## Ausstattung
Die reiche Stuckierung schuf 1762 Jakob Michael Vierthaler aus Mauerkirchen in unzeitgemäßen Formen seines Vaters mit nur bescheidenen Anklängen an das Rokoko. Über dem Triumphbogen zeigt es von Engeln gerafftes Lambrequin. Das Gewölbe und die Emporenbrüstungen haben in Größe und in Form variierend geschwungene Stuckrahmenfelder und zeigen in den dazwischen liegenden Flächen Bandl-, Ranken- und Gitterwerk sowie Rocaillen. Entlang der Gewölbegrate befinden sich in geflügelte Engelsköpfe auslaufende Zierleisten. Die Scheiteltondi zeigen teils ältere Stuckreliefs Auge Gottes, Initialen Mariä, hl. Notburga, darunter ein Wappen mit Kelch und Hostie bezeichnet mit IG ST. Über der Empore ist eine Wappenkartusche mit II VD bezeichnet.
Die Deckenmalerei zeigt in den Deckenspiegeln Malerei mit Darstellungen der Geschichte des Gnadenbildes von Genazzano, gemalt von Joseph Söll Von Trostburg 1762. Die untere Emporenbrüstung zeigt die Heiligen Rupert, Petrus und Virgil. An der nördlichen Langhauswand befindet sich ein freigelegtes barockes Apostelkreuz.
Die Buntglasfenster zeigen ein historistisches Teppichornament, im Chor mit 1893, im Langhaus mit 1897. Der barocke Boden besteht aus quadratischen Platten aus Rotmarmor.

## Einrichtung
Der 1764 aufgestellte Hochaltar trägt Bildhauerarbeiten von Franz Berger 1775 aus Braunau. Das dreiachsige Säulenretabel des Rokoko mit einem leicht konkaven, in das Chorpolygon eingepassten Wandaufbau hat seitlich Opfergangsportale. Vor dem Hintergrund einer gemalten Stadtansicht befindet sich das zentrale Gnadenbild Unsere Liebe Frau vom Guten Rat in einem Rokokorahmen unter einem von vier Engeln gerafften Brokatbaldachin. Darunter befinden sich zwei Engel mit den Symbolen Tag mit Sonne und Wolkensäule und Nacht mit Mond und Feuersäule. In den Interkolumnien befinden sich die Seitenfiguren der Heiligen Petrus und Paulus und darüber auf geschwungenen vorgekröpften Sprenggiebelstücken adorierende Engel und geflügelte Putten. Der in den spitzbogigen Gewölbeschild integrierte Altaraufsatz beinhaltet Gottvater mit der Weltkugel und eine Heiliggeisttaube in einer Engelsglorie. Der rocailleverzierte Drehtabernakel trägt bekrönend ein Lamm auf dem Buch der sieben Siegeln, ebendort dreiarmige Leuchterappliken und flammende Vasen über seitlichen Volutenpilastern. Auf der Predella gibt es die Figur Pietà um 1900 und Christus in der Rast aus der ersten Hälfte des 16. Jahrhunderts.
Es gibt eine frei stehende Sarkophagmensa.
Die zwei im Aufbau gleichen Seitenaltäre des Rokoko stehen übereck in den Zwickeln zwischen Langhaus und Triumphbogen. Die Altäre aus 1767/1768 tragen Bildhauerarbeiten von Franz Berger und zeigen Altarbilder von Johann Josef Brandtstätter aus Braunau 1769. Die Altarbilder zwischen schräg vorgestellten Säulen zeigen links den hl. Georg und rechts die Heilige Familie mit dem hl. Johannes der Täufer und auf vorgekröpften geschwungenen Gebälkstücken zwei geflügelte Putten. Der Volutengiebelaufsatz mit einem geschweiften Oberbild zeigt links Engel mit den Märtyrer-Attributen und rechts Gottvater und die Heiliggeisttaube. Unter Ohrungen aus durchbrochenen Rocailleschnitzwerk stehten Seitenfiguren, links die Wetterheiligen Paulus und Johannes und rechts die Heiligen Katharina und Margareta, beide mit Brustreliquiaren. Die Mensa ist geschwungen, trägt je vier Altarleuchter auf dreiseitigen Volutensockeln aus dem dritten Viertel des 18. Jahrhunderts. Die Vorsatzfiguren aus dem Anfang des 20. Jahrhunderts zeigen links Maria Lourdes und rechts Herz-Jesu.
Das gemuschelte Weihwasserbecken aus Rotmarmor in der Vorhalle entstand im 17. Jahrhundert.
An der oberen Empore befindet sich ein Brüstungspositiv der ehemaligen Orgel mit Schleierbrettern aus durchbrochenem Akanthus und geflügelten Engelsköpfen aus der zweiten Hälfte des 17. Jahrhunderts.
Es gibt eine Bronzeglocke mit Umschrift aus dem 15. Jahrhundert. Zwei Glocken der Glockengießerei Oberascher wurden wohl 1948 geweiht.

## Grabdenkmäler
Außen
- An der Vorhallenfassade befinden sich zwei Grabsteine mit 1821 und 1863.
- Das Kriegerdenkmal am Friedhof entstand unter Verwendung eines alten schmiedeeisernen Grabkreuzes mit einer bekrönenden Blechschnittfigur Auferstandener Christus aus dem ersten Viertel des 18. Jahrhunderts.